# آن جرافوان
آن جرافوان (بالفرنسية: Anne Gravoin)‏ (ولدت في 4 نوفمبر 1965، مونتوبان) عازفه كمان فرنسية وموزعه موسيقية. في عام 2010 تزوجت أني من مانويل فالس، رئيس وزراء فرنسا السابق.

## السيرة الذاتية

### النشأة والتعليم
ولدت جرافون في مونتوبان، جنوب غرب فرنسا. حيث إستقر جدها الأكبر وأنجب جيلين سابقين. بعد إنهاء دراسة الطب في ستراسبورغ هاجر جدها من مولدوفا السوفيتية آنذاك والتي تسمى الآن بجمهورية مولدوفا الاشتراكية السوفيتية للهرب من بطش ومجازر ستالين. كانت والدة آن جرافوان مدرسة لغة إنجليزية، أما والدها ذا الأصول البووربونيسيه من منتصف البلاد فكان يعمل عازف كمان محترف في فرقة أوركسترا، راديو فرنسا.
بعد مولد جرافوين بست شهور هاجرت عائلتها من مونتوبان إلى سان مور ديه فوسيه التابعة لإقليم فال دو مارن في إيل دو فرانس في ضواحي باريس. درست آن في معهد باريس للموسيقى (كونسيرفاتوار باريس)، كان من ضمن معلمينها آنذاك جيرارد بوليت، دومينيك هوبينت ومريام سوليف. فازت أني بجائزتها الموسيقية الأولى بعد مشاركتها في غرفة الموسيقى.

### الحياة العملية
في عام 1984، بدأت جرافيون بالعمل مع مغنيين مثل لورينت فولزي، مارك لافوني ومايكل جونازس. كانت جرافون هي عازفة الكمان الوحيدة في فرقة المخالب الأوروبية في عام 1989. تمركزت جولات الفرقة في سانتر-فال دو لوار وتور من عام 2001 إلى عام 2004. عزفت أيضا لفرقه أوركسترا باريس للكونستفوار وحصلت على جوائز في عام 2004. كما عزفت في مؤسسة مينوهين منذ عام 1986.
في عام 2007 أسست أني فرقتها الخاصة تحت اسم المجموعة المسافرة.
في عام 2000، قامن جرافون بتأسيس أوركسترا ريجي (RO)، والتي تعتبر واحده من أكبر ثلاث فرق موسيقيه تعزف ذلك النمط في باريس. تقوم أني بالتعاقد مع العازفين بعقود قصيرة الأمد لتوفير دعم دائم ومتجدد للأوركسترا. يتم تعيين ما يقرب من 400 موسيقي وأكثر في الفرقة كل عام. تغطي الفرقة معظم الحفلات جوني هوليداي، كما تقوم بتوفير الموسيقى اللازمة أثناء تسجيل الألبومات للمغنين من أمثال فرانسواز هاردي، نولوين ليروي، ألان سوشون ولارونت فولزي. عملت الفرقة أيضا في صناعة الموسيقى التصويرية في العديد من الأفلام مع موزعين موسيقين من ضمنهم نون ثبات ثيت وفلاديمير كوسما.
في عام 2013، إنضمت فرقة أوركسترا ريجي إلى فريق الموسيقين للبرنامج التلفزيوني «كابادا» والذي يقدمه دانيلا لامبروزو. في عام 2013 وعام 2014، شاركت أني في جوله إيمانويل موير والذي قام بحوالي 70 حفله في أنحاء فرنسا، سويسرا وبلجيكا.

## الحياة الشخصية
في عام 1992، رزقت آن بإبنه من زوجها الأول أسمتها جوليت.

## وصلات خارجية
- آن جرافوان مع زوجها مانويل فالس
- لقاء مع آن جرافوان وجولي غاييه